# Anciens maïeurs d'Amiens
La liste des anciens maïeurs d'Amiens recense les maires de la ville du Moyen Âge jusqu'à la fin de l'Ancien Régime. Elle permet de situer chronologiquement quelques familles notables et l'amplitude (ou durée) de leur influence dans l'administration directe de la ville.

## Liste établie par Paul Roger en1842
- Les noms de certains maïeurs n'ont pu être retrouvés par les historiens, faute de documents.
- Le mode de désignation ou d'élection a varié selon les périodes. Le renouvellement du maïeur a été l'occasion de fréquents désordres.
- Le renouvellement de la mairie et du corps de l'échevinage était fixé au jour de la Saint Simon et Saint Jude, c'est-à-dire le 28 octobre[1],[2].

### XIIesiècle
- 1140 : Bernard
- 1152 : Bervare
- 1159 : Arnold
- 1170 : Firmin
- 1177 : Roger

### XIIIesiècle
- 1228 : Firmin le Monnoyer (ou Le Mongnier)
- 1229 : Firmin le Roux
- 1230 : Firmin le Monnoyer
- 1231 : Firmin de Sorchy
- 1232 : Firmin le Roux
- 1233 : Mathieu de Croy
- 1234 : Firmin le Roux
- 1235 : Firmin de Sorchy
- 1236 : Firmin le Roux
- 1237 : Mathieu de Croy
- 1238 : Firmin le Roux
- 1239 : ?
- 1240 : ?
- 1241 : Jean de Cocquerel
- 1242 : Firmin de Sorchy
- 1243 : Firmin Le Roux
- 1244 : Mathieu Le Mongnier
- 1245 : Mathieu de Croy
- 1246 : Jean de Cocquerel
- 1247 : Firmin Le Roux
- 1248 : Mathieu de Croy
- 1249 : Firmin Le Roux
- 1250 : Jean de Cocquerel
- 1251 : Mathieu Le Mongnier
- 1252 : Jean de Croy
- 1253 : Firmin Le Roux
- 1254 : Mathieu Le Mongnier
- 1255, 1256 : Bretemieu du Cauvel
- 1257 : Jean de Croy
- 1258 : Mathieu Le Mongnier
- 1259 : Jean de Croy
- 1260 : Firmin Le Roux
- 1261 : Jean Prieux Le Roux
- 1262 - 1263 : Nicole Bergnier
- 1264 : Jean Prieux Le Roux
- 1265 : Jean de Croy
- 1266 : Pierron d'Arras
- 1267 : Jean Prieux Le Roux
- 1268 : Firmin Le Roux
- 1269 : Jean Prieux Le Roux
- 1270 : Jean de Saint-Fuscien
- 1271 : Jean Godris
- 1272 : Jean de Cocquerel
- 1273 : Jean Prieux Le Roux
- 1274 : Nicholon (ou Nicolas) du Caurel
- 1275 : Jean Prieux Le Roux
- 1276 : Jean de Saint-Fuscien
- 1277 : Nicholon du Caurel
- 1278 : Jean Godris
- 1279 : Nicholon du Caurel
- 1280 : Jean Godris
- 1281 : Jean de Saint-Fuscien
- 1282 : Jean Le Normand
- 1283 : Jean Godris
- 1284 : Nicholon du Caurel, qui, décédé en cours de mandat, fut remplacé par Simon du Gard.
- 1285 : Jean Le Normand
- 1286 : Adrien Le Mongnier
- 1287 : Jean de Saint-Fuscien
- 1288 : Jean Godris
- 1289 : Adrien Le Mongnier
- 1290 : Robert du Caurel
- 1291 : Jean Godris
- 1292 : Adrien Malherbe
- 1293 : Jacques de Saint-Fuscien
- 1294 : Jean Godris
- 1295 : Jacques Le Mongnier
- 1296 : Lienard Le Secq
- 1297 : Jean Godris
- 1298 : Jacques de Saint-Fuscien
- 1299 : Lienard Le Secq

### XIVesiècle
- 1300 : Jean Godris
- 1301 : Jacques de Saint-Fuscien
- 1302 :
- 1303 :
- 1304 :
- 1305 :
- 1306 : Pierre Darras
- 1307 :
- 1308 :
- 1309 :
- 1310 : Jean le Fruittier
- 1311 :
- 1312 : Jean des Rabuissons
- 1313 : Jean Le Fruictier
- 1314 : Mille de Bonneville
- 1315 : Jehan de Fauquenbergue
- 1316 : Jacques de Saint-Fuscien, décédé en cours de mandat, remplacé par Jean Le Borgne
- 1317 : Jean des Rabuissons
- 1318 : Jean Le Mongnier
- 1319 : Jean De Coquerel
- 1320 : Jean des Rabuissons
- 1321 : Pierre Le Mongnier
- 1322 : Mathieu Boivin
- 1323 : Jean de Sorchy
- 1324 : Jean des Rabuissons
- 1325 : Pierre Le Mongnier
- 1326 : Mathieu Boivin
- 1327 : Jean des Rabuissons
- 1328 : Pierre Le Mongnier
- 1329 : Mathieu Boivin
- 1330 : Jean de Sorchy
- 1331 : Jean Du Cange
- 1332 : Vincent Boinnavel
- 1333 : Jean de Sorchy
- 1334 : Jean Du Cange
- 1335 : Mathieu Boivin
- 1336 : Jean de Sorchy
- 1337 : Jean Du Canche
- 1338 : Jean De Croy
- 1339 : Jean de Saint-Quentin
- 1340 : Jean de Sorchy
- 1341 : Pierre de Saint-Fuscien
- 1342 : Jean de Saint-Quentin
- 1343 : Jean de Sorchy
- 1344 : Jean Du Cange
- 1345 : Pierre de Saint-Fuscien
- 1346 : Gilles Ravin
- 1347 : Jean du Cange, décédé en cours de mandat, remplacé par Jacques Picquet
- 1348 : Jacques Picquet
- 1349 : Simon de Metz
- 1350 : Gilles Ravin
- 1351 : Firmin de Coquerel
- 1352 : Firmin Grimaut
- 1353 : Simon de Mets
- 1354 : Firmin de Coquerel
- 1355 : Gilles Ravin
- 1356 : Simon de Mets
- 1357 : Firmin de Coquerel, déposé et remplacé par Jean du Gard
- 1358 : Firmin de Coquerel
- 1359 : Jean Dippre
- 1360 : Clément Grimaut
- 1361 : Firmin de Coquerel, décédé en cours de mandat, remplacé par Jean de Saint-Fuscien
- 1362 : Jean de Saint-Fuscien
- 1363 : Jean Dippre
- 1364 : Jean des Rabuissons
- 1365 : Jean de Saint-Fuscien
- 1366 : Wille de Conty
- 1367 : Jean des Rabuissons
- 1368 : Jean de Saint-Fuscien
- 1369 : Jacques De Hangard
- 1370 : Jean des Rabuissons
- 1371 : Wille de Conty
- 1372 : Jean du Gard
- 1373 : Jean des Rabuissons
- 1374 : Jean de saint-Fuscien
- 1375 : Jean du Gard
- 1376 : Jean des Rabuissons
- 1377 : Wille de Conty
- 1378 : Jean Dippre
- 1379 : Jean de Hangard
- 1380 : Wille de Conty
- 1384 : Jean Picquet
- 1393 : Jean Picquet
- 1397 : Jean Picquet

### XVesiècle
- 1400 : Firmin Picdeleu
- 1401 : Jean Picquet
- 1408 : Jean de Hangard
- 1409 : Fremin Piedeleu
- 1410 : Clément Le Normant, décédé en cours de mandat, remplacé par Jacques Clabaut
- 1411 : Jacques Clabaut
- 1412 : Fremin Piedeleu
- 1413 : Jean De Hanguard
- 1414 : Jacques Clabaut
- 1415 : Fremin Piedeleu
- 1416 : Jacques Du Quarrel
- 1417 : Mille de Beri
- 1418 : Jean de Beauval
- 1419 : Jacques du Quarrel
- 1420 : Mille de Beri
- 1421 : Jean de Morvilliers
- 1422 : Pierre Clabaut
- 1423 : Mille de Beri
- 1424 : Jean Lorfèvre
- 1425 : Pierre Clabaut
- 1429-1432 : Mille de Beri
- 1450 : Pierre de May
- 1498-1500 : Pierre de May

### XVIesiècle
- 1528 : Pierre de Sacquespée
- 1550 : Firmin le Cat
- 1554 : Firmin Le Cat
- 1555 : Raoult Forestier
- 1556 : Hiérosme Dainval
- 1557 : Antoine Louvel
- 1558 : François de Biencourt
- 1559 : Jean Dippré
- 1560 : Pierre du Gard
- 1561 : Firmin Le Cat
- 1562-1563 : Antoine Dardre
- 1564 : Etienne Cardon
- 1565 : Jean Dippré
- 1566 : Charles Gorain
- 1567 : Charles de Louvencourt
- 1568 : Nicolas Croquoison
- 1569 : Nicolas Aux Cousteaux
- 1570 : François Bigant
- 1571 : Nicolas de Collemont
- 1572 : Nicolas Croquoison
- 1577 : Jean Dippré
- 1578 : Jean de Collemont
- 1579 : François Bigant
- 1580 : Jean de Collemont
- 1581 : Philippe du Beguin
- 1582 : Jean Du Bois
- 1583 : François Bigant
- 1584 : Jean Dippré
- 1585 : Philippe du Beguin
- 1586 : François Bigant
- 1587-1588 : Jean de Collemont
- 1589 : Antoine Gougier
- 1590 : Adrien de Mareuil
- 1591 : François Castelet
- 1592 : Antoine Gougier
- 1593 : Antoine de Berny
- 1594 : Pierre de Farmechon
- 1595 : Augustin de Louvencourt
- 1596-1597 : Pierre de Farmechon, remplacé par Claude Pécoul, après la prise d'Amiens par les Espagnols

À partir de la reprise d'Amiens par Henri IV, la ville perd son indépendance et est dirigée par le premier échevin
- 1597 : Robert Coureux
- 1598 : Augustin de Louvencourt
- 1599 : Adrien de Mareuil
- 1600 : Antoine Pingré

### XVIIesiècle
- 1600 : Antoine Pingré
- 1650 : Antoine de Lestocq
- 1655 : Adrien Picquet

### XVIIIesiècle
- 1700-1701 : Louis du Fresne
- 1720-1721 : Jean Vacquette
- 1722-1723 : Pierre de Bonnaire
- 1723-1725 : Louis Pingré
- 1726-1727 : François Du Fresne
- 1728-1729 : Robert de Halloy
- 1730-1731 : Charles Picard
- 1732-1737 : Pierre Augustin Damyens
- 1738-1739 : François Galand
- 1739-1748 : pas de nomination, suppression des charges municipales
- 1749-1750 : Alexandre du Fresne (fonction de maire rétablie en 1750)
- 1751-1754 : Gilbert Morel
- 1755-1756 : Firmin du Croquet
- 1757-1760 : Pierre d'Incourt d'Hangard
- 1760-1761 : Florent de Sachy de Carouge
- 1762-1766 : Gilbert Morel, décédé en cours de mandat, remplacé par Jean-Baptiste Jourdain de Thieulloy
- 1767-1768 : Jean-Baptiste Jourdain de Thieulloy
- 1768-1770 : Louis Petyst
- 1771-1776 : Jean-Baptiste Jourdain de Thieulloy
- 1776-1778 : Marie JB Morgan
- 1779-1781 : Charles Leroux
- 1782-1785 : Charles Delahaye
- 1785-1787 : Antoine Le Caron de Chocqueuse
- 1788-1789 : François Galand de Longuerue